# Gave
Gave é uma povoação portuguesa sede da Freguesia de Gave do Município de Melgaço, freguesia com 9,75 km² de área e 180 habitantes (censo de 2021), tendo, por isso, uma densidade populacional de 18,5 hab./km².
A origem da sua toponímia é atribuída a várias e diferentes origens, sendo segundo a opinião de alguns autores, uma corrupção de Gavião, ou de Gávea, entre outras palavras, ou ainda, pela sua proximidade com a Gavieira, ter essa denominação. Nos censos de 1878 a 1930 figura Gavea. Pelo decreto-lei nº 24 424, de 31/12/1936, foi-lhe dada a atual designação.

## Demografia
A população registada nos censos foi:
| Ano  | 0-14 Anos | 15-24 Anos | 25-64 Anos | > 65 Anos |
| 2001 | 14        | 25         | 148        | 93        |
| 2011 | 17        | 10         | 106        | 104       |
| 2021 | 12        | 7          | 61         | 100       |

## História
Pertenceu ao antigo concelho de Valadares até 1855, sendo até então denominada a antiga freguesia pelo nome de Santa Maria de Gave. Após a extinção deste concelho, passou a pertencer à comarca de Melgaço, sendo muitas vezes referida por Gavea. Apenas em 1936, foi-lhe atribuído oficialmente o nome de Gave.
Tradicionalmente, sempre foi uma terra de cultivo e de pastoreio, com pequenos lugares de população sedentária e outros de população migrante. Denominadas por Brandas, as áreas de pastagens, onde se fixavam os pastores com os seus rebanhos durante a estação veraneia, tinham a finalidade de protegerem os pastos das Inverneiras, necessários à alimentação dos animais, durante todo o ano. No seu território, em plena Serra da Peneda, registam-se ainda hoje em dia a existência de duas Brandas: no Covelo, nas encostas da freguesia, e na Aveleira, em pleno planalto serrano.

## Geografia
Localizada em pleno vale do rio Mouro, em terras formadas sobretudo por socalcos na encosta montanhosa da serra da Peneda, a freguesia da Gave está circundada pelas seguintes freguesias vizinhas: no lado norte, a partir da outra margem do rio Mouro, Cousso, a nascente, Parada do Monte e Cubalhão, a sul, do Município de Arcos de Valdevez, as freguesias do Sistelo e da Gavieira, e a oeste, do Município de Monção, a freguesia de Riba de Mouro.
Além da sede, a Freguesia de Gave compõe-se ainda pelos seguintes lugares: Baldosa, Listedo, Costa, Sobreira, Lameiro, Chãos, Barroca, Cofares, Ferrão, Pias, Lage, Coelhos, Senhora do Alívio, Igreja, S. Cosme, Pombal, Serdeiral, Vale, Prolteiro, Eiriz, Barreiros, Nogueira, Covelo e Aveleira.

## Gastronomia
Os pratos típicos são a broa de milho, o cabrito à moda da Serra e os produtos de fumeiro.

## Património e Principais Pontos de Interesse
- Igreja Paroquial da Gave
- Capela da Senhora do Alívio
- Capela de São Cosme
- Capela de São Damião
- Margens do rio Mouro
- Brandas da Aveleira
- Brandas do Covelo
- Mamoa do Batateiro

## Galeria

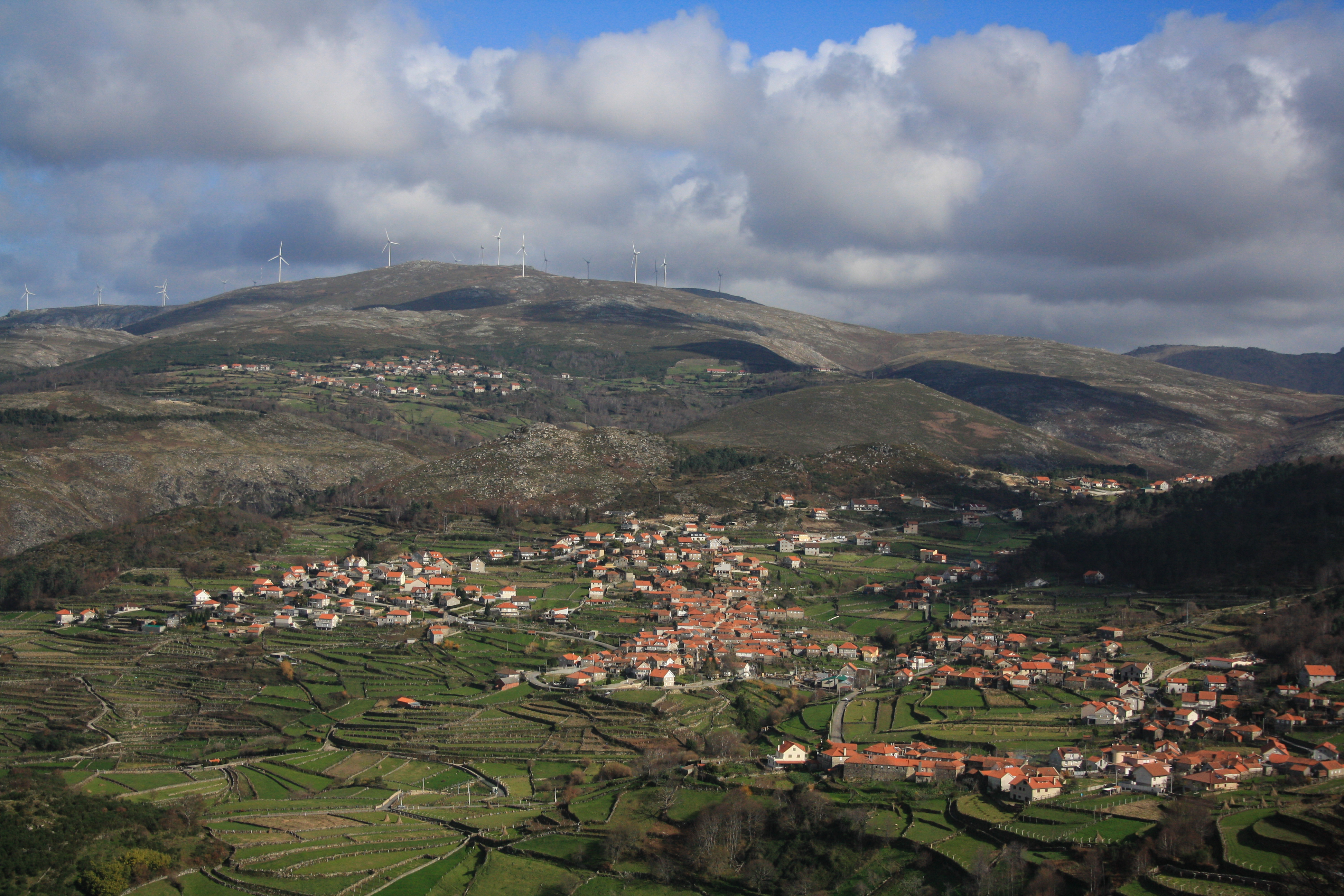
Vista Panorâmica de Gave
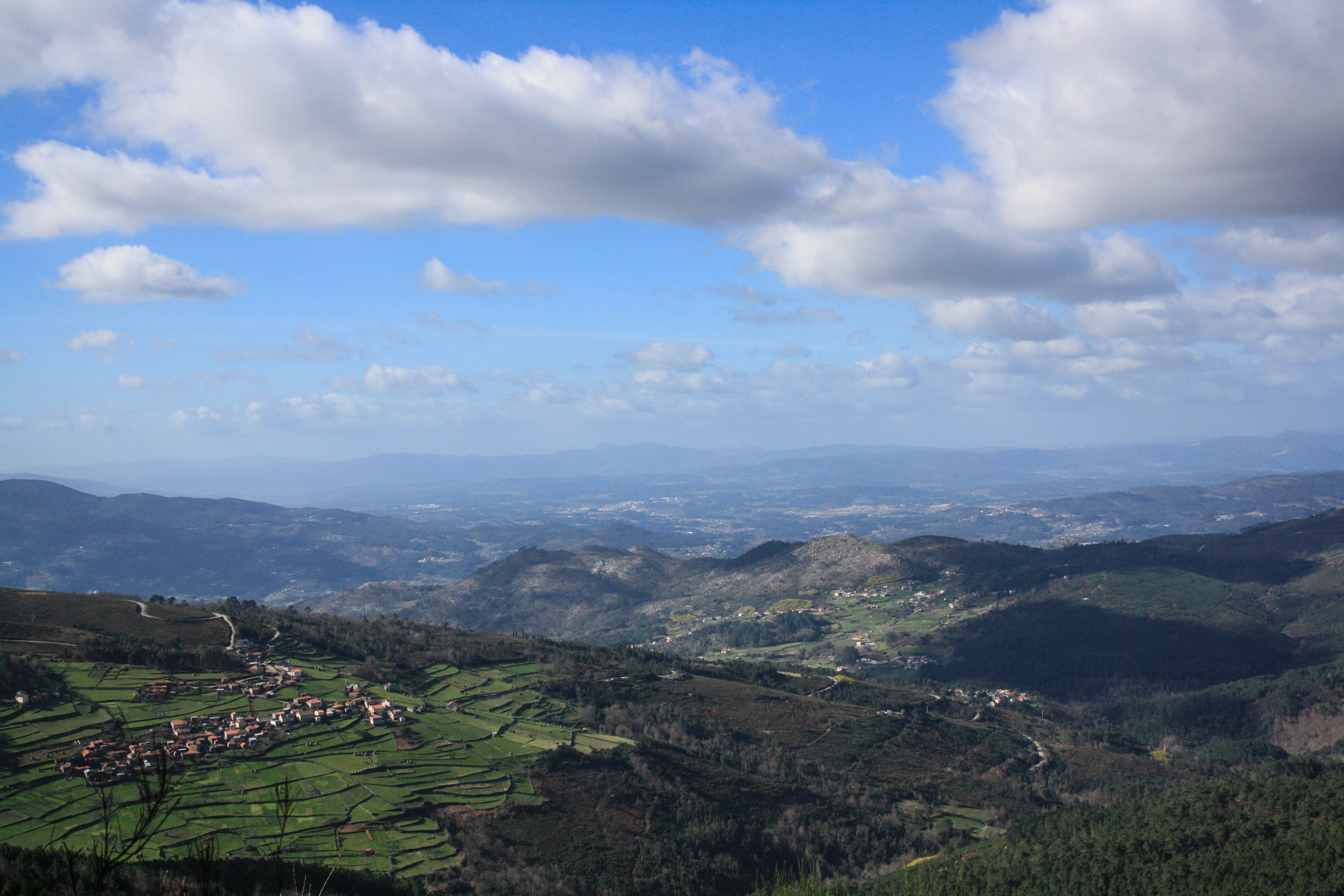
Vista Panorâmica de Gave